# 16930 Respighi
16930 Respighi este un asteroid din centura principală de asteroizi.

## Descriere
16930 Respighi este un asteroid din centura principală de asteroizi. A fost descoperit pe 29 martie 1998 la Observatorul San Vittore din Bologna. Asteroidul prezintă o orbită caracterizată de o semiaxă mare de 3,24 ua, o excentricitate de 0,16 și o înclinație de 3,1° în raport cu ecliptica.